# Budapesti Vörös Meteor SE (szachy)
Budapesti Vörös Meteor SE – węgierski klub szachowy z siedzibą w Budapeszcie funkcjonujący w latach 1950–1975, wielokrotny mistrz kraju, sekcja Vörös Meteor.

## Historia
Klub powstał w 1950 roku jako następca klubów KAOSZ i MOSZ. Klub piętnastokrotnie triumfował w mistrzostwach Węgier, zdobywając tytuły w latach 1950, 1952–1954, 1956–1964 i 1966. Do jego czołowych szachistów należeli Lajos Portisch, István Bilek czy Győző Forintos. W 1975 roku nastąpiło wcielenie Vörös Meteor do MTK i zmiana nazwy klubu na MTK-VM.